# Klaverweide (televisieserie)
Klaverweide is een Nederlandse televisieserie, bedacht door Kees Holierhoek over een fictieve nieuwbouwwijk. De afleveringen werden in 1975 en 1977 uitgezonden door de VARA.

## Productie en achtergrond
Klaverweide werd opgezet als het onafhankelijke vervolg op de succesvolle serie Waaldrecht. Het uitgangspunt was hetzelfde als bij Waaldrecht, een serie verhalen waar maatschappelijk thema's aan de orde zouden komen. Anders dan Waaldrecht waar het gaat om 21 verhalen die alleen zijn verbonden door fictieve stad Waaldrecht, is Klaverweide voorzien van een rode draad. Als schakel tussen de afleveringen fungeert de wethouder-aannemer Kuipers. Kuipers is de drijvende politieke kracht achter de bouw van de nieuwbouwwijk Klaverweide, waar hij zelf ook huizen gaat bouwen. Net als bij Waaldrecht werd een team van schrijvers en regisseurs aangetrokken. Kees Holierhoek bedacht de serie en schreef aan verschillende scenario's. Andere scenaristen waren André Kuyten en Jan Terlouw. De regie werd gedaan door Eimert Kruithof, Nick van den Boezem, Jan Vrijman en Herman Fortuin.

## Verhaal
Wethouder Gerard Kuipers wil graag een nieuwbouwwijk opzetten. Hij heeft hiervoor ook zakelijke belangen, want hij is tevens aannemer en de nieuwe wijk biedt perspectieven voor grootscheepse woningbouw. Kuipers kampt met diverse problemen. Allereerst verzet de eigenaar van de grond waarop Klaverweide zal worden gebouwd, boer Vonk, zich tegen de onteigening. Verder wil zijn zoon Gerrit niet langer voor hem werken, maar zijn eigen gang gaan. Als de grond onteigend wordt met behulp van de politie, belandt de boer in het ziekenhuis. Kuipers krijgt zijn zin, maar krijgt te maken met veel tegenslagen. Hij laat een aantal dure huizen bouwen, maar raakt ze vervolgens niet kwijt. Zijn zoon gaat voor de concurrent werken en hij vervalt in een zware concurrentiestrijd met diezelfde concurrent. Daarnaast neemt hij de dochter van boer Vonk, Patricia, na diens overlijden in huis, met roddel als gevolg.
Kuipers speelt niet in alle verhalen de hoofdrol, in de aflevering Recht en krom bijvoorbeeld speelt Frits Lambrechts een magazijnbediende die eindelijk een premiekoophuis kan kopen. Dan blijkt het huis van alles te mankeren. Als hij in verzet komt wordt hij eigenlijk door iedereen uitgelachen. In de aflevering Klavervier worden er in de luxe huizen die Kuipers heeft laten bouwen twee bordelen gevestigd die elkaar in de haren vliegen. Het probleem van vereenzaming van bejaarden wordt aangesneden in Nooit meer terug. Ouwe Arie (een rol van Lex Goudsmit) moet verdwijnen uit zijn rommelige huisje omdat hij uit het uitzicht van de nieuwbouw bederft. In het bejaardenhuis vereenzaamt hij. In Niet onder de sneeuw moet een Surinaams gezin geld bijeen brengen om oma te laten begraven in haar geboortegrond in Suriname. Het onderwijs en de buitenechtelijke relatie tussen het schoolhoofd en een van de onderwijzeressen staat centraal in de aflevering Karin gaat met Paul.

## Afleveringen
In 1975 werden 12 afleveringen uitgezonden:
1. In harmonie en vrede (8 mei 1975)
2. Kuipers en zoon (15 mei 1975)
3. Hoogbouw (22 mei 1975)
4. Met andere ogen (29 mei 1975)
5. Recht en krom (5 juni 1975)
6. Niet onder de sneeuw (12 juni 1975)
7. Drie stappen terug (19 juni 1975)
8. De strijd om het bestaan (25 september 1975)
9. Dochters (2 oktober 1975)
10. Nooit meer terug (9 oktober 1975)
11. Karin gaat met Paul (16 oktober 1975)
12. Klavervier (23 oktober 1975)

Volgens de archieven van Beeld en geluid werd in 1977 nog een tweede serie van 6 afleveringen uitgezonden:
1. Een voorgenomen huwelijk (7 oktober 1977)
2. Geen vage toestanden (14 oktober 1977)
3. Een vent van beton (21 oktober 1977)
4. De patiënt is geacht… (28 oktober 1977)
5. Kuipers was hier (4 november 1977)
6. Marja (11 november 1977)

## Rolverdeling
- Leo Beyers – Gerard Kuipers
- Theo Pont – Gerrit Kuipers
- Diana Dobbelman – Greet Kuipers
- Liesbeth van Santvoord – Patricia
- Josée Ruiter - Thea Kuipers

Verder speelden onder andere nog de volgende acteurs mee: Marlies Graff, Karin Meerman, Paul Brandenburg, Romain Deconinck, Josine van Dalsum, Ferd Hugas, Jan Hundling, Lou Steenbergen, Sacco van der Made, Piet Hendriks, Lex van Delden, Jaap Stobbe, Kitty Janssen en Frederik de Groot